# Bodum Bakker
Boddum Bakker er et lyng- og skovbevokset landskab mellem Skibsted Fjord i syd og Nees Sund i nord i Sydthy i Thisted Kommune. De gennemskæres af en tunneldal der i stenalderen udgjorde et sund der dengang gjorde Boddum til en ø, adskilt fra Sydthy. Højeste punkt er den 41 meter høje Kløvenhøj. En del af området er er sammen med Brokær og skråningerne på begge sider af Boddum bæk og brakvandssøen Dover Kil fredet af flere omgange, senest i 1991. Den sydlige del af fredningsområdet omfatter Ydby Skjold og Ydby Hede, og hele området har en af Danmarks største koncentrationer af bronzealderhøje. Boddum bæk der løber gennem bakkerne er en del af Natura 2000-område nr. 28 Agger Tange, Nissum Bredning, Skibsted Fjord og Agerø.